# Pinobanksina
La pinobanksina è un flavonoide (in particolar modo è un diidroflavonolo). Possiede attività antiossidante poiché è in grado di inibire la perossidazione delle lipoproteine a bassa densità. 
La pinobanksina è una molecola che può essere rinvenuta nel miele, oppure ottenuta per semisintesi dalla pinocembrina.